# Bessonovskij rajon
Il Bessonovskij rajon (in russo Бессоновский район?) è un rajon dell'Oblast' di Penza, nella Russia europea. Istituito nel 1935, il suo capoluogo è Bessonovka.